# Reagan Youth
Reagan Youth ist eine Punkband aus New York, die zu den relevanten Bands des US-amerikanischen Anarchopunks gezählt wird. In ihren Songs vertritt die Band anarchistische, sozialistische, antirassistische und antifaschistische Standpunkte.

## Bandgeschichte
Während ihrer Zeit auf der High School gründeten David Rubinstein und Paul Bakija Reagan Youth. Rubinsteins Naturwissenschaftslehrer war von der Band und der Punkszene so begeistert, dass er Roadie der Band wurde. Die Band erreichte bald einen hohen Bekanntheitsgrad in der Szene, was ihnen zahlreiche Auftritte mit etablierten Punkbands wie den Dead Kennedys und den Bad Brains bescherte.
In den späten 1980er-Jahren hinterließen Drogenmissbrauch und ständige Touren ihre Spuren bei der Band, die sich mit dem Auszug Ronald Reagans aus dem Weißen Haus offiziell auflöste. Zu diesem Zeitpunkt war David Rubinstein schwer heroinabhängig und handelte selbst mit Drogen, um seine eigene Abhängigkeit zu finanzieren. 1993 lernte er die ebenfalls drogenabhängige Tiffany Bresciani kennen, mit der er sich liierte und die seine sowie ihre eigene Abhängigkeit durch Prostitution finanzierte. In diesem Jahr starb auch Rubinsteins Mutter bei einem Autounfall. Kurz darauf verschwand Bresciani, nachdem sie in den Truck eines Stammfreiers eingestiegen war. Einige Tage später wurde der Truck auf Long Island von der Polizei gestoppt, der Fahrer als der gesuchte Serienmörder Joel Rifkin identifiziert und Tiffany Brescianis Leiche im Fahrzeug entdeckt. Kurz darauf beging Rubinstein Suizid, da er den Tod seiner Mutter und seiner Freundin nicht ertragen konnte.
Seit einem Auftritt im CBGB 2006 existiert die Gruppe wieder. Als Ersatz für Sänger Rubinstein wurde zunächst Pat McGowan, der Sänger von Distraction, eingesetzt. Dieser verließ die Band 2010, und nach drei für Tourneen engagierten Interimssängern wurde der ehemalige Schlagzeugtechniker der Band, Trey Oswald, als Sänger engagiert. 2015 wurde Jeff Penalty (Dead Kennedys) kurzzeitig Sänger der Band, bevor A.J. DeFoe, Gitarrist der Punkband Gash aus Philadelphia, den Posten übernahm. Ab 2016 war Max Kaspar von Christmas Sänger der Band. Er begleitete Reagan Youth auf zwei Europatourneen. Bei einem Auftritt in Brüssel ging er wegen Differenzen mit dem Gitarristen Paul Bakija während der laufenden Show von der Bühne und verließ die Band.
Paul „Cripple“ Bakija starb am 22. September 2024 nach einer langjährigen Krebserkrankung.

## Stil
Reagan Youth zogen in ihren Texten Parallelen zwischen der Politik Ronald Reagans und der der religiösen Rechten sowie der rechtsextremer Gruppierungen. In diesem Zusammenhang ist auch der sarkastische Bandname zu sehen, welcher eine Anspielung auf die Hitler-Jugend (engl. Hitler Youth) und einen Vergleich Reagans mit Adolf Hitler darstellt. 1984 veröffentlichte die Band die 12"-EP Youth Anthems for the New Order auf ihrem eigenen Label Reagan Youth Records; das Volume 1 betitelte, erste Album stellt eine Wiederveröffentlichung der 12" nebst zusätzlichen Stücken dar. Damals spielte die Band reinen Punk (die Band selbst nannte ihren Stil Peace Punk), wohingegen auf dem 1990 veröffentlichten, zweiten Album Volume 2 auch Stücke enthalten waren, die laut Bradley Torreano von Allmusic "Jazz-Metal-Riffs" enthielten. Volume 2 erlangte nicht die Popularität des ersten Albums.

## Diskografie
- 1984: Youth Anthems for the New Order (EP, Reagan Youth Records)
- 1990: Volume 2 (New Red Archives)

### Kompilationsalben
- 1984: Volume 1 (New Red Archives)
- 1991: A Collection of Pop Classics (New Red Archives)
- 1997: Live & Rare (New Red Archives)
- 2007: Punk Rock New York (LoveCat Music)
- 2016: The Complete Youth Anthems for the New Order (New Red Archives)